# Рашида Даті
Рашида Даті (фр. Rachida Dati; нар. 27 листопада 1965, Сан-Ремі, Бургундія) — французька політична діячка, міністерка культури з 11 січня 2024 та міністерка юстиції з 18 травня 2007 року до 23 червня 2009 року. Депутат Європейського парламенту з 14 липня 2000 до 1 липня 2019 року. Перша арабка у французькому уряді. Має французьке громадянство, а також марокканське підданство (за правом походження).

## Біографія
Дочка марокканця-каменяра та алжирки, мала 11 братів і сестер. Навчалася в католицькій школі, потім працювала бухгалтером в компанії «Ельф Акітен» (Elf Aquitaine). Пізніше працювала в Лондоні в Європейському банку реконструкції та розвитку, у юридичному відділі Міністерства освіти Франції. З 1999 року — юрисконсульт при Трибуналі вищої інстанції в Бобіньї, потім — суддя зі справ банкротства. З 2002 року — радниця Ніколя Саркозі, 2007 року — його представниця зі зв'язків із пресою при виборчому штабі. Після перемоги Саркозі на президентських виборах 6 травня 2007 року була до 2009 року міністром юстиції, депутат Європейського парламенту з 14 липня 2009 до 1 липня 2019 року.
Французькі видання критикують Даті за авторитарний стиль правління та за дороге вбрання від Крістіана Діора.
2 січня 2009 року Рашида Даті стала матір'ю: у неї народилася дочка, яку назвали арабським ім'ям Зохра. Під час пологів використали кесарів розтин. Ім'я батька Даті не повідомила.
2016 року разом з групою французьких депутатів виступила за зняття санкцій проти РФ.
На початку 2019 року оголосила про плани балотуватися на муніципальних виборах у Парижі 2020 року.
У липні 2021 року французький підрозділ з боротьби з фінансовими злочинами висунув обвинувачення Даті. Її підозрюють у корупційних зв'язках з колишнім головою Renault Карлосом Гоном. У разі доведення провини їй може загрожувати до 15 років позбавлення волі.